# Тодор Страшимиров
Тодор Тодоров Страшимиров е политик от Българската работническа социалдемократическа партия, по-късно – от Българската работническа социалдемократическа партия (обединена), а от 1920 година – от Българската комунистическа партия.

## Биография
Роден е във Варна в семейството на Тодор Страшимиров, зидар, преселник от разложкото село Баня. Брат е на Антон Страшимиров и Димитър Страшимиров. Като ученик се включва в социалистическото движение. През 1903 година става член на БРСДП. При разцеплението на партията минава на страната на БРСДП (ш. с.). Заради участие в освиркването на княз Фердинанд I през 1907 година е изключен от университета и завършва право в Швейцария. След Първата световна война е общински съветник във Варна. През 1920, заедно с лявото крило на БРСДП (ш.с.) преминава в БКП. Попада в състава на Варненския общински съвет по време на Варненската комуна.
Арестуван от режима на Александър Цанков няколко дни преди началото на Септемврийското въстание. През ноември 1923 г. е освободен, тъй като е избран за народен представител. От трибуната на Народното събрание разобличава репресиите на режима спрямо опозицията и интелигенцията.
Към 19:30 часа на 17 февруари 1925 година Тодор Страшимиров е застрелян в тила на улица „Сердика“ в София, като убиецът успява да избяга и остава неразкрит. Атентатът зедно с убийството на друг комунистически депутат, Харалампи Стоянов 6 март 1925 година е извършен от дейци на Вътрешната македонска революционна организация дни след убийството на професор Никола Милев от просъветски дейци на македонското движение.